# Amit Bhaduri
 Amit Bhaduri  (* 4. Oktober 1940 in Kalkutta, Indien) ist ein indischer Wirtschaftswissenschaftler und Hochschullehrer. Er ist emeritierter Professor an der Jawaharlal-Nehru-Universität in Neu-Delhi. Er kritisiert vehement die von Unternehmen geführten Wachstumsstrategien und den Entwicklungsterrorismus, die im Zuge der Globalisierung in Entwicklungsländern und eben auch Indien entstanden sind. Er formulierte alternative Entwicklungsstrategien, die darauf abzielen, die Stärken und Energien der armen Massen zu mobilisieren, die derzeit vom Wachstumsprozess ausgeschlossen sind.

## Leben und Werk
Bhaduri studierte am Presidency College in Kalkutta, dem Massachusetts Institute of Technology und promovierte an der Cambridge University. 1963 lehrte er als Professor für Economics am Presidency College in Kalkutta. In den folgenden Jahren war er als Professor und Gastprofessor an verschiedenen Universitäten auf der ganzen Welt tätig,  unter anderem am Institute of Management in Kalkutta, an der Delhi School of Economics, an der  Jawaharlal Nehru University in Neu-Delhi, dem Zentrum für Entwicklungsforschung in Trivandrum, dem El Colegio de México, an der Universität Stanford, an  der Universität Wien, an der Universität Linz, an der Norwegischen Universität für Wissenschaft und Technologie an der Universität Bremen, in Italien an der Universität Bologna und Universität Pavia. Er war Stipendiat verschiedener Hochschulinstitute in Deutschland, Österreich, Schweden und Italien. Er arbeitete in verschiedenen Expertengremien der Vereinten Nationen und war Mitglied in einigen nationalen und internationalen Kommissionen. Er veröffentlichte mehr als 60 Artikel in internationalen Standardzeitschriften und  hat sechs Bücher geschrieben: The Economic Structure of Backward Agriculture (London: Academic Press, 1982), Macroeconomics: The Dynamics of Commodity Production (London: Macmillan, 1986), Unconventional Economic Essays (Neu-Delhi: Oxford University Press, 1992), Leitfaden für eine intelligente Person zur Liberalisierung (in Zusammenarbeit mit D. Nayyar) (Indien: Pinguin, 1996), An der Grenze von Wirtschaftstheorie und Geschichte (Neu-Delhi: Oxford University Press, 1999) und Entwicklung mit Würde (Indien: National Book Trust, 2006). Einige seiner Artikel und Bücher wurden in verschiedene asiatische und europäische Sprachen übersetzt. Derzeit ist er international ausgewählter Professor an der Pavia-Universität in Italien und Gastprofessor im Rat für soziale Entwicklung der Delhi-Universität. Er unterrichtet einen Teil des Jahres in Italien und lebt hauptsächlich in Neu-Delhi mit seiner Frau Madhu Bhaduri, einer ehemaligen Diplomatin. Beide engagieren sich intensiv in verschiedenen Aktivistengruppen.

## Ehrungen (Auswahl)
- 1966: Stevenson Prize of the Faculty of Economics and Politics, Cambridge University
- 1974: honorary life fellowship, Centre for Development Studies, Trivandrum, Kerala
- 1986: Nominated to Honorary (Life) Professorship,  Jawaharlal Nehru University, New Delhi
- 1986: Research Prize, Indian Council of Social Science Research
- 2002 bis 2008:  durch internationale Auswahl aus allen Disziplinen zu einem der „Professoren von klarem Ruhm“ gewählt, um an der Pavia-Universität in Italien zu unterrichten
- 2007: Elected Professor Emeritus, Jawaharlal Nehru University
- 2016: Leontief-Preis, Tufts University